# Józef Galica
Józef Galica (ur. 1924 w Poroninie, zm. 1985 w Krakowie) – polski rzeźbiarz, profesor krakowskiej ASP. Uprawiał rzeźbę portretową i medalierstwo.

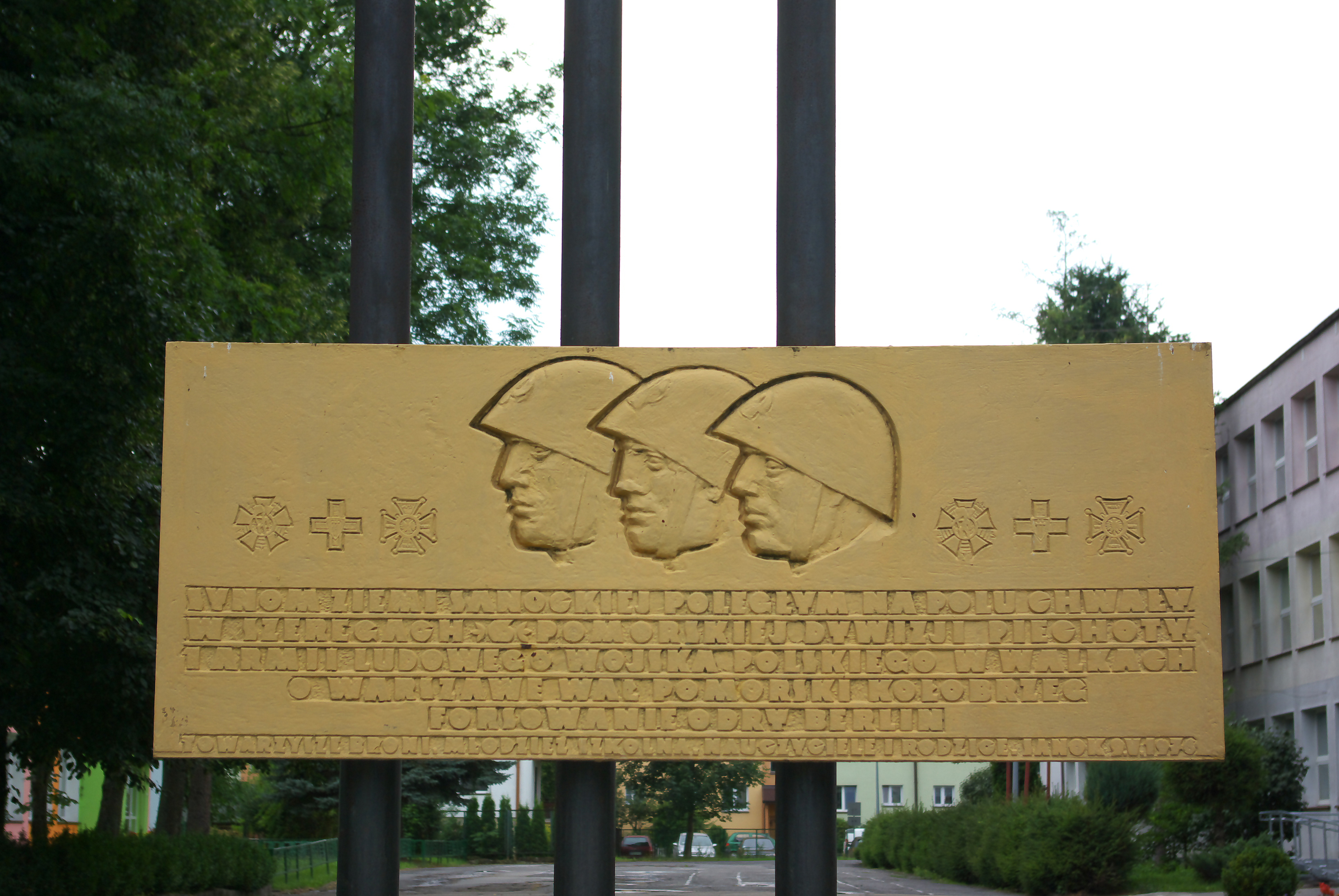
Tablica w Sanoku zaprojektowana przez Józefa Galicę

Uczył się w l. 1937–1943 w Państwowej Szkole Przemysłu Drzewnego w Zakopanem a w l. 1945–1947 w Liceum Plastycznym w Krakowie. Studiował w Akademii Sztuk Pięknych w Krakowie w pracowni prof. Xawerego Dunikowskiego, absolutorium otrzymał w 1950 r. Stypendysta w 1957 r. we Włoszech  i w 1963 r. we Francji.
Był projektantem tablicy pamiątkowej na pomniku upamiętniającym żołnierzy 6 Pomorskiej Dywizji Piechoty 1 Armii Ludowego Wojska Polskiego w Sanoku.
Jest jednym z 7 rzeźbiarzy, obok, między innymi, Zbigniewa Erszkowskiego, Czesława Gajdy i Stanisława Radwańskiego, których uznaje się za głównych autorów Pomnika Obrońców Wybrzeża na Westerplatte.